# Gulbandad mosstävmal
Gulbandad mosstävmal, Chionodes ignorantellus, är en fjärilsart som beskrevs av Gottlieb August Herrich-Schäffer, 1854. Enligt Catalogue of Life är det vetenskapliga namnet istället Chionodes ignorantella. Gulbandad mosstävmal ingår i släktet Chionodes och familjen stävmalar, Gelechiidae.

## Kännetecken
Gulbandad mosstävmal har en vingbredd på mellan 13 och 16 millimeter. Framvingarna är mörkt brunaktiga, med oregelbundet utströdda krämgula fjäll. Dessa är ofta svåra att se med blotta ögat och på avstånd kan fjärilen se svartaktig ut. Teckningens mest karakteristiska detaljer är en sicksackformad ljusare linje ungefär tvärs över vingarnas yttre tredjedel och en snett ställd, ljusare linje nära vingbasen. Ljusare ansamlingar av fjäll finns ofta även på vingens mitt, liksom några mörkare fläckar. Bakvingarna är ljusare än framvingarna.

## Utbredning
Utbredningsområdet för denna art omfattar sydvästra Norge och Sverige, sydöstra Finland, Danmark och delar av kontinentala Europa, från Estland söderut till Österrike och från Tyskland österut till Ukraina. I Sverige före kommer den sällsynt från Skåne till Västmanland.

### Status
Enligt den svenska rödlistan är arten nära hotad, NT, i Sverige. Arten har vid rödlistebedömningen 2019 fått statusen livskraftig, LC, i Finland, efter att ha varit nära hotad vid bedömningen 2010.

## Levnadssätt
Gulbandad mosstävmals habitat är låglänta, halvöppna till öppna områden. Larven lever på mossa.